# Grazymy
Grazymy (dawniej niem. Grasnitz) – wieś w Polsce położona w województwie warmińsko-mazurskim, w powiecie olsztyńskim, w gminie Gietrzwałd. W latach 1975–1998 miejscowość administracyjnie należała do województwa olsztyńskiego.
Nazwa wsi wywodzi się od imienia jednego z pierwszych właścicieli – Grasima. W miejscowości funkcjonuje Dom Pomocy Społecznej, przeznaczony jest dla 94 niepełnosprawnych intelektualnie dorosłych mężczyzn. Przebywają tu osoby z upośledzeniem umysłowym w stopniu głębokim, znacznym, umiarkowanym i lekkim na pobyt stały.

## Historia
Wieś wspominana w dokumentach w II połowie XIII wieku. W czasach krzyżackich wieś pojawia się w dokumentach w roku 1352, podlegała pod komturię w Olsztynku, były to dobra rycerskie o powierzchni 10 włók. W 1352 r. mistrz krzyżacki Winrich von Kniprode nadał braciom Jakubowi, Piotrowi, Grasimowi i Claukenowi (Jacop, Peter, Grasim, Clauken) 11 włók ziemi z prawem dziedziczenia, z sześcioma latami wolnymi od podatku (wolnizna). W XV wieku właścicielem Grazym był Hans von Grasnisse. W późniejszym czasie majątek ziemski o majątki: Łęguty, Dragolice, Łopkajny (Lopkajny) i Rapaty. W 1540 r. na 11 włókach gospodarzyli Fabian i Paul. Od 1544 r. wieś należała do rodziny Borck z Ramot.
W 1639 r. do wsi należało 11 włók ziemi a właścicielem był Fabian Borck.
W 1937 roku majątek Grazymy obejmował łącznie w sumie 31 490 ha. Ostatnim właścicielem był Albrecht Stein von Kamienski. Od 1945 r. w pałacu mieścił się Dom Dziecka, a od roku 1956 Dom Dla Psychicznie i Nerwowo Chorych.

## Zabytki
Do wojewódzkiego rejestru zabytków wpisane są obiekty:
- Pałac pierwotnie barokowy z fundacji rodziny Gröbenów z XVIII wieku[7], po pożarze odbudowany w 1924 roku w stylu neobarokowym z wykorzystaniem murów wcześniejszej budowli z 1794 roku. Obiekt został zbudowany na planie prostokąta i nakryty mansardowym dachem[8]. Budynek posiada dwa boczne ryzality, pomiędzy którymi od frontu znajduje się płytszy ryzalit zwieńczony trójkątnym szczytem. Rezydencja otoczona jest parkiem krajobrazowym, w którym znajduje się klasycystyczna oficyna pałacowa z I poł. XIX w. Zachowało się także całe założenie folwarczne z pierwszej połowy XIX wieku[9]. Ostatnim właścicielem był Albrecht von Stein.
- Grodzisko położone 0,5 km na południowy wschód od wsi. Posadowione na wzniesieniu, które opływa półkolem bezimienny strumień wypływający z jeziora. Obiekt ma lekko owalną, wydłużoną po linii północ-południe formę (wymiary 42x39 m). Wysokość wału w stosunku do skraju - wypiętrzonego w centralnej części - majdanu wynosi 2,5 - 3,5 m. Od strony północno-zachodniej grodziska wyraźnie czytelne są relikty suchej fosy o szerokości około 4 m i głębokości 1 m. W południowo-wschodniej części majdanu znajduje się kwadratowy (1,5x1,5 m) wkop, wykonany niedawno. Chronologia: wczesne średniowiecze (XI-XIII w.)[10].